# Саумарон-Бурдзабах
Саумарон-Бурдзабах (осет.  Саумæрон-Бурдзæбæх) — персонаж осетинского нартского эпоса, имя золотолицей и русокосой девушки из страны чёрных тучных равнин. 

## Мифология
Саумарон-Бурдзабах жила в неприступной, высокой башне. Многочисленным претендентам жениться на ней Саумарон-Бурдзабах ставила трудновыполнимое условие: чтобы она могла услышать голос жениха, он должен иметь такую силу, чтобы его звучание разносилось от подножия башни до её верха. Если Саумарон-Бурдзабах не слышала голос претендента, то он превращался в камень. Саумарон-Бурдзабах могла взмахом своего платка в правую сторону от себя оживлять окаменевших женихов. Условие Саумарон-Бурдзабах удалось выполнить только Айсане, сыну Урузмага и воспитанника небожителя Сафы. Айсану помог его легендарный конь, ржание которого донеслось до Саумарон-Бурдзабах, которая и стала его женой.

## Источник
- Нарты, Осетинский героический эпос, т.2, изд. Наука, М., 1989 г., ISBN 5-02-016996-X